# Parathyma ishiana
Parathyma ishiana är en fjärilsart som beskrevs av Hans Fruhstorfer 1899. Parathyma ishiana ingår i släktet Parathyma och familjen praktfjärilar. Inga underarter finns listade i Catalogue of Life.